# Эгер, Акива
Акива Эгер (Гюнз) (также Эйгер; 8 ноября 1761, Айзенштадт — 12 октября 1837, Познань, Германский союз, Пруссия) — главный раввин города Познани, автор общепризнанных комментариев к Талмуду и Шулхан аруху.

## Биография
Акива Эгер родился в городе Айзенштадт, который был центральным городом семи общин Бургенланда, у р. Моше Гюнза и дочери р. Акивы Эгера, раввина Хальберштадта. Учился в иешиве Маттерсдорфа и в Бреслау (Вроцлаве) у своего дяди по матери р. Вольфа Эгера, в честь которого взял фамилию, под которой прославился. Женился на дочери Ицхака Маргалиота, который первое время после свадьбы содержал зятя.
С 1791 по 1815 занимал должность раввина г. Маркиш Фридланд (современное название Мирославец, Польша), затем избран раввином Познани. В Познани возглавил оппозицию реформистскому движению, которое пустило здесь глубокие корни и резко противился учебным заведениям для подростков со светским образованием.

### Семья
Оба его сына были раввинами в разных городах, а дочь Сара стала второй женой Хатам Софера, духовного лидера венгерского еврейства.
После смерти р. Акивы место раввина Люблина занял его сын Шломо. Сын Шломо, Йехуда Лейб, стал учеником хасидского цадика р. Менахем Менделя из Коцка, после смерти которого был объявлен реббе частью его последователей. От него происходит люблинский хасидизм, существующий поныне.
Правнук Акивы Эгера — русский врач и физиолог Натан Осипович Бернштейн (1836—1891).

## Труды
- Хидушей РЭКА (Новеллы Рабби Акивы Эгера) на Шульхан Арух
- Хидушей РЭКА (Новеллы Рабби Акивы Эгера) на Талмуд
- Респонсы Рабби Акивы Эгера